# National Women’s League 2014
National Women’s League 2014 – ósma edycja najwyższej klasy rozgrywkowej w żeńskim rugby union w Kanadzie. Zawody odbywały się w dniach 29 lipca – 3 sierpnia 2014 roku.

## Informacje ogólne
Ontario otrzymało prawa do organizacji turnieju w lipcu 2013 roku. Transmitowane w Internecie zawody odbyły się systemem kołowym, a o mistrzostwo kraju walczyło pięć zespołów. Turniej rozegrano w pięciu rundach w ciągu sześciu dni, a podczas każdej z nich jedna z drużyn pauzowała. Z kompletem zwycięstw w zawodach triumfowała drużyna Ontario.

## Mecze
| 29 lipca 201414:00 | Prairies | 41:22 | Atlantic | Twin Elm Rugby Park, Ottawa |
| 29 lipca 201414:00 |          | 41:22 |          | Twin Elm Rugby Park, Ottawa |

| 29 lipca 201416:00 | British Columbia | 10:20 | Quebec | Twin Elm Rugby Park, Ottawa |
| 29 lipca 201416:00 |                  | 10:20 |        | Twin Elm Rugby Park, Ottawa |

| 30 lipca 201414:00 | Atlantic | 5:62 | Ontario | Twin Elm Rugby Park, Ottawa |
| 30 lipca 201414:00 |          | 5:62 |         | Twin Elm Rugby Park, Ottawa |

| 30 lipca 201416:00 | Quebec | 27:11 | Prairies | Twin Elm Rugby Park, Ottawa |
| 30 lipca 201416:00 |        | 27:11 |          | Twin Elm Rugby Park, Ottawa |

| 31 lipca 201414:00 | Quebec | 22:32 | Ontario | Twin Elm Rugby Park, Ottawa |
| 31 lipca 201414:00 |        | 22:32 |         | Twin Elm Rugby Park, Ottawa |

| 31 lipca 201416:00 | Prairies | 12:48 | British Columbia | Twin Elm Rugby Park, Ottawa |
| 31 lipca 201416:00 |          | 12:48 |                  | Twin Elm Rugby Park, Ottawa |

| 2 sierpnia 201414:00 | Atlantic | 15:45 | British Columbia | Twin Elm Rugby Park, Ottawa |
| 2 sierpnia 201414:00 |          | 15:45 |                  | Twin Elm Rugby Park, Ottawa |

| 2 sierpnia 201416:00 | Prairies | 27:57 | Ontario | Twin Elm Rugby Park, Ottawa |
| 2 sierpnia 201416:00 |          | 27:57 |         | Twin Elm Rugby Park, Ottawa |

| 3 sierpnia 201409:30 | Atlantic | 5:42 | Quebec | Twin Elm Rugby Park, Ottawa |
| 3 sierpnia 201409:30 |          | 5:42 |        | Twin Elm Rugby Park, Ottawa |

| 3 sierpnia 201411:30 | British Columbia | 10:27 | Ontario | Twin Elm Rugby Park, Ottawa |
| 3 sierpnia 201411:30 |                  | 10:27 |         | Twin Elm Rugby Park, Ottawa |